# Heptagrama
Un heptagrama, septagrama, septegrama o septograma es una estrella de siete puntas dibujada con siete trazos rectos. Más precisamente, es un heptágono estrellado regular. Un heptagrama es una estelación del heptágono regular convexo.
El nombre «heptagrama» combina un prefijo numérico: hepta siete, con el sufijo griego -gram. El sufijo -gram deriva de γραμμῆ (grammē) que significa una línea.

## Construcción geométrica
En general, un heptagrama es cualquier heptágono que se interseca a sí mismo (polígono de 7 lados).
Hay dos heptagramas regulares, designados por el símbolo de Schläfli {7/2} y {7/3}, representando el segundo número el paso del intervalo entre vértices a partir de un heptágono regular convexo, {7/1}.
El heptagrama es el polígono estrellado más pequeño que se puede trazar de dos formas diferentes, como fracciones irreductibles. Los dos heptagramas a veces se llaman heptagrama (para {7/2}) y el gran heptagrama (para {7/3}). El anterior, el hexagrama regular {6/2}, no es un polígono sino una combinación de dos triángulos. El polígono estrellado más pequeño es el pentagrama {5/2}. El siguiente es el octagrama {8/3} y su figura estelar relacionada {8/2} (un compuesto de dos cuadrados), seguido del eneagrama regular, que también tiene dos formas: {9/2} y {9/4}, así como una combinación  de tres triángulos {9/3}.
| El heptagrama {7/2} | El heptagrama {7/3} | Los dos heptagramas trazados en el interior de un heptágono regular {7}+{7/2}+{7/3} |
| prisma 7-2          | prisma 7-3          | Grafo completo                                                                      |
| antiprisma 7-2      | antiprisma 7-3      | antiprisma 7-4                                                                      |

## Usos

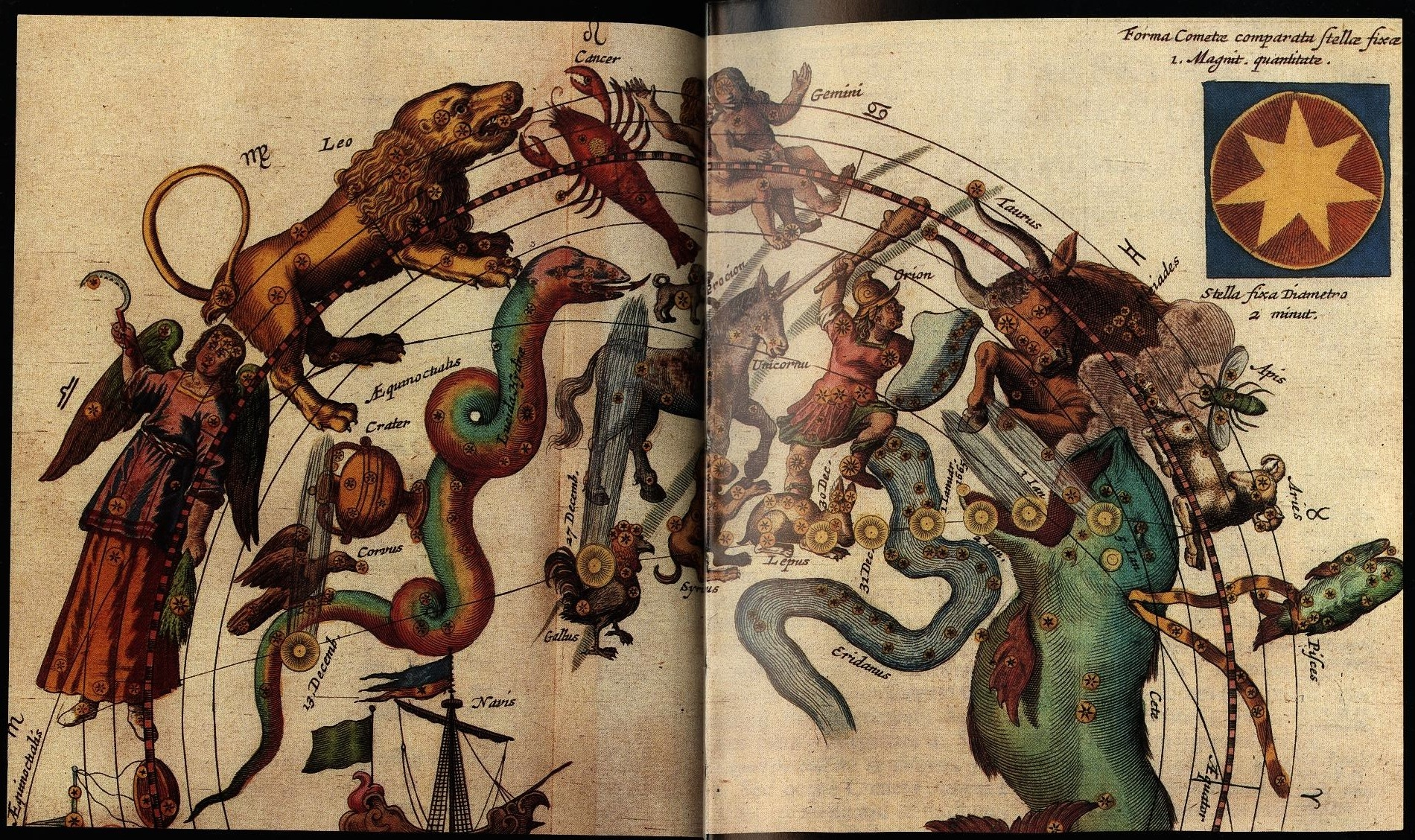
Un heptagrama representado en la obra Theatrum Cometicum de Stanisław Lubieniecki. La imagen está extraída del libro El cielo, ¿caos o armonía?, col. «Aguilar Universal» (n.º 6).

## El heptagrama como símbolo

### Banderas y heráldica

Banderas con heptagramas
La estrella de siete puntas de la Félibrige en la bandera de Occitania.
La bandera jordana, que lleva la estrella que simboliza  Al-Fatiha
Símbolo de Hokkaido

- La estrella de siete puntas está incorporada en las banderas de muchas  bandas de la nación cheroqui y en las insignias de la Policía de la nación navajo  (así como en otras policías).
- La bandera de Bennington, una histórica bandera estadounidense, tiene trece estrellas de siete puntas junto con los números "76" en el cantón.
- La bandera de Jordania tiene una estrella de siete puntas.
- La bandera de  Australia emplea cinco heptagramas y un pentagrama para representar la constelación de la Cruz del Sur y de la Estrella de la Federación.
- Algunas versiones antiguas del escudo de armas de Georgia, incluida la República Socialista Soviética de Georgia, utilizaron el heptagrama {7/2} como elemento.
- Una estrella de siete puntas se usa como distintivo en muchos departamentos de alguacil y en algunos departamentos de policía de comunidades más pequeñas
- Está en la bandera de Occitania.
- El grupo de rock Tool  también utilizó una forma irregular de heptagrama como ornamento escénico y lo convirtió en el logotipo de su sitio de fanes, www.toolarmy.com.
- Desde el lanzamiento de su álbum en solitario en 2014, Damon Albarn  lleva un colgante en forma de heptagrama del tipo {7/2}. También lo usa como telón de fondo para su escenario de concierto y piano.

Escudos e insignias con heptagramas
Antiguo escudo de armas de Georgia, 1918-1921 y 1991-2004
Roundel de la Fuerza Aérea de Georgia
Escudo de armas de Samarcanda
Estrella de la Commonwealth como la cresta del  escudo de armas de Australia

### Simbolismo religioso y ocultismo

Heptagrama que representa los siete días de la semana, simbolizados por los planetas asociados.

El heptagrama se usa como símbolo en muchas tradiciones religiosas y ocultas.
- El heptagrama se usó en la tradición cristiana para simbolizar los siete días de la creación y se convirtió en un símbolo tradicional para protegerse del Mal. El símbolo se utiliza en algunas comunidades cristianas como el catolicismo y el cristianismo ortodoxo. Esta explicación generalmente es avanzada para explicar la forma primitiva de las estrellas del sheriff en los Estados Unidos, que originalmente tenía siete ramas.

- El símbolo {7/2} también se utiliza en el judaísmo cabalista.
- En el Islam, el heptagrama se usa para representar los primeros siete versos en el Corán.
- El heptagrama {7/2} fue usado por Aleister Crowley y el Ordo Templi Orientis  que lo designan con el nombre de "estrella (o sello) de Babalon, diosa de Thelema.
- El heptagrama {7/3} es conocido entre los neopaganos como  estrella élfica o estrella de las hadas o férica. Es tratado como un símbolo sagrado en varias tradiciones modernas paganas y de brujería. Es un símbolo sagrado para los seguidores de la tradición mágica de Wicca. Blue Star Wicca también usa el símbolo, donde se le conoce como un «septagrama». El heptagrama {7/3} es un símbolo del poder mágico en algunas espiritualidades paganas.
- El heptagrama {7/3} es usado por algunos miembros de la subcultura otherkin como un identificador.
- En la cultura alquimista, una estrella de siete lados representa generalmente a los siete planetas del sistema solar que eran los únicos conocidos por los primeros alquimistas.

En muchas otras religiones, como el número 7 en general, el heptagrama es el símbolo de la perfección divina.